# United Microelectronics Corporation
United Microelectronics Corporation o UMC (TSE: 2303, NYSE: UMC) es una empresa taiwanesa que se dedica al desarrollo de circuitos integrados. Fue fundada en 1980, siendo la primera empresa productora de semiconductores de Taiwán, como una empresa derivada del Industrial Technology Research Institute (ITRI) patrocinado por el gobierno.

## Descripción general
UMC es conocida por sus negocios relacionados con la fundición de semiconductores, fabricando obleas con circuitos integrados para compañías fabless. En este campo, UMC solo es superada por su competidora TSMC. Cuenta con dos plantas de fabricación de obleas de silicio de 300 mm, una en Taiwán y otra en Singapur.
UMC cotiza en la Bolsa de Nueva York con el nombre UMC y en la Bolsa de Taiwán como 2003. UMC tiene 10 instalaciones de producción en todo el mundo, empleando a más de 10.500 personas. [cita requerida]

## Historia
UMC fue la primera fundición en producir chips en obleas de 300mm, en emplear materiales de cobre en las obleas, en vender circuitos integrados fabricados en 65 nm y en producir chips usando procesos de 28 nm. También fue la primera compañía taiwanesa en ofrecer servicios de fundición y la primera empresa de semiconductores que cotizó en la Bolsa de Taiwán en 1985.
La compañía también es conocida por haber producido los chips que fueron usados en los primeros famiclón, clones de la Nintendo NES.